# (36037) Linenschmidt
(36037) Linenschmidt est un astéroïde de la ceinture principale.

## Description
(36037) Linenschmidt est un astéroïde de la ceinture principale. Il fut découvert le 13 août 1999 à Nacogdoches par W. D. Bruton et Carlton F. Stewart. Il présente une orbite caractérisée par un demi-grand axe de 3,06 UA, une excentricité de 0,08 et une inclinaison de 11,4° par rapport à l'écliptique.

## Compléments